# Baltic Pipe
Baltic Pipe (с англ. — «Балтийская труба») — газопровод между Европа II (который пересекает Северное море между Норвегией и Германией) и Польшей. Baltic Pipe транспортирует природный газ из Северного моря в Польшу через Данию в объеме до 10 млрд м3 в год. Проект разработан датским оператором системы передачи газа и электроэнергии Energinet и польским оператором системы передачи газа Gaz-System.
Baltic Pipe официально вступил в строй 27 сентября 2022 года.

## История
Проект стартовал в 2001 году, когда датская нефтегазовая компания DONG и польская нефтегазовая компания PGNiG подписали соглашение о строительстве газопровода для датского газа в Польшу . Было решено создать консорциум по трубопроводам, в котором две трети акций принадлежали бы DONG, а одна треть — PGNiG, при возможном участии Statoil.
Однако вскоре после этого проект был приостановлен из-за экономической нецелесообразности.
Проект был реанимирован в 2007 году — 2 мая операторы PGNiG и Energinet.dk — датский оператор газопроводов передачи, образованный от датской газопроводной сети DONG, подписали соглашение об изучении возможности строительства «Балтийской трубы».
В августе 2008 года польское правительство заменило PGNiG полностью государственным газопроводом Gaz-System в качестве партнёра по проекту.
18 мая 2009 года Еврокомиссия подала заявку на предоставление грантов в рамках Европейской энергетической программы восстановления. Она предложил выделить около 150 млн евро для реализации проектов Skanled и Baltic Pipe.
Однако 16 июня 2009 года Gaz-System приостановила реализацию проекта из-за приостановления проекта Skanled и отсутствия спроса на природный газ в Польше.
Проект был возобновлён Польшей в феврале 2010 года, после повторного рассмотрения, и Gaz-System ожидала начать строительство трубопровода во второй половине 2011 года.
Газопровод позволит поставлять до 10 млрд м³ природного газа в год из Норвегии через Данию в Польшу и другие европейские страны, а также поставлять газ из Польши в Данию и Швецию. Стоимость строительства газопровода оценивают в 1,6-2,1 млрд евро, затраты поделят поровну Gaz-System и Energinet.
В январе 2019 года газета Financial Times сообщила, что Польше придётся согласовывать строительство газопровода Baltic Pipe с Россией. Это связано с тем, что маршрут Baltic Pipe будет пересекать трассу «Северного потока — 2».
Сам газопровод планируется запустить в эксплуатацию в 2022 году (тогда же закончится контракт PGNiG с Газпромом на поставки газа).
30 апреля 2021 года президент Польши Анджей Дуда официально провозгласил начало строительства Baltic Pipe; ввод газопровода в эксплуатацию запланирован на 1 октября 2022 года.
С июня 2021 года по март 2022 года строительные работы на сухопутном участке газопровода были заблокированы Данией по экологическим причинам.
Строительство подводной части завершено 18 ноября 2021 года, когда был сварен «золотой стык». Трубопровод ждут разнообразные тесты, технические испытания и процесс приемки. Польский оператор надеется, что их удастся закончить к 1 октября 2022 года. Строительство 275-километрового участка газопровода в Балтийском море длилось около полугода. Предполагается, что после прекращения осенью следующего года поставок «голубого топлива» из России поляки смогут получать энергоноситель из Норвегии по новому маршруту, по которому будут прокачиваться ежегодно до 10 млрд кубометров газа. Проект оценивается примерно в 1,7 миллиарда евро. Из этой суммы чуть более половины придется на польского оператора газа Gaz-System.
Из 10 млрд кубометров пропускной мощности газопровода 80 % забронировала PGNiG. В 2021 году норвежское подразделение PGNiG (PGNiG Upstream Norway) приобрело за 615 млн долл. норвежское морское месторождение «Дува». «Благодаря сделке объём годовой добычи газа PGNiG в Норвегии должен достичь 4 млрд кубометров в 2027 году», уже в 2021 году планируется выйти на добычу 1,5 млрд кубометров газа в Северном море. Запасы промысла составляют 8,4 млрд кубометров и добыча на нем рассчитана на 10 лет. 

В августе PGNiG Upstream Norway вместе с Neptune Energy, Idemitsu Petroleum Norge и Sval Energi запустили добычу на месторождении «Дува», доля польской госкомпании составит 200 млн кубометров в год.
Также, PGNiG подписала контракт с дочерней компанией датской Ørsted на поставку газа, с 2023 года, с морского месторождения «Тира».
В результате «Балтийский газопровод» будет заполнен на 3,5 млрд кубометров в год — на 35 % мощности.

## Структура
Проект Baltic Pipe Project состоит из пяти основных компонентов:
1. Морской газопровод Северного моря — морской трубопровод между норвежской газотранспортной системой в Северном море и датской газотранспортной системой; данный участок является начальным, здесь Baltic Pipe присоединяется к МГП Europipe II[англ.], по которому в Германию идет газ с норвежского шельфа, из которого и будет получать газ новый газопровод;
2. Береговая Дания — расширение существующей датской системы передачи природного газа с запада на восток;
3. Компрессорная станция в Дании — компрессорная станция, расположенная в восточной части Зеландии;
4. Морской трубопровод по дну Балтийского моря — морской трубопровод между Данией и Польшей (протяженность в ИЭЗ Польши — 29,26 км) через Балтийское море;
5. Береговая линия в Польше — расширение польской газотранспортной системы.

## Строительство
Северное море
Участок Baltic pipe в Северном море (протяжённость 110 км) находится в зоне ответственности швейцарской Allseas, которая задействовала в работах трубоукладчики Pioneering Spirit, Lorelay и Tog Mor.
Строительство участка в Северном море, на отрезке от точки присоединяется к МГП Europipe II до западного побережья п-ва Ютландия, было завершено в конце июня 2021 года. Ведутся работы по засыпке траншеи; согласно уведомлению Датского морского агентства (DMA) для мореплавателей, работы по строительству и засыпке газопровода в Северном море могут продлиться до середины октября 2021 года.
Балтийское море
Подрядчик по строительству участка Baltic Pipe в Балтийское море — итальянская компания Saipem и её трубоукладчик Castorone (имеет систему динамического позиционирования) и полупогружное трубоукладочное судно Castoro Sei. Логистический хаб проекта находится в немецком порту Мукран (Mukran).
Строительство в Балтийском море (общая протяженность данного участка 270 км) трубоукладчик Castorone начал 26 июня 2021, в территориальных водах Дании к западу от о. Борнхольм.
На 8 июля 2021 трубоукладчик продолжил строительство в исключительной экономической зоне (ИЭЗ) Швеции, где ему предстоит уложить порядка 85 км труб (всего в водах Дании и Швеции уложено уже 52 км труб). Средняя скорость строительства составляет 4,325 км/сутки.
На 3 августа на дно Балтийского моря уложено 177,43 км труб МГП Baltic Pipe; пересечён «Северный поток — 2».
В августе началась трубоукладка в водах Польши, однако спустя несколько часов после пересечения границы ИЭЗ Дании и Польши трубоукладчик Castorone приостановил работы . На данный момент Castoro Sei продолжает работы по укладке труб в водах Дании, к востоку от о. Зеландия.
На 6 августа в уложено чуть более 200 км МГП Baltic Pipe .
К 25 августа проложено 232 км труб, начался завершающий этап работ: Castoro Sei подошел к границе территориальных вод Польши (при этом Castoro Sei находился всего в 50 км северо-западнее трубоукладчика «Фортуна», укладывающего «Северный поток — 2»); третий трубоукладчик — Saipem Castoro 10 — который должен заняться прибрежными участками, ожидает в порту Роттердама.
Сухопутная часть
В начале сентября 2021 года  морская часть Baltic Pipe была практически завершена, осталось доделать лишь сухопутную.
Строительство сухопутной части газопровода продолжится на полуострове Ютландия и острове Фюнен. До марта 2022 года строительство 50-километрового сухопутного отрезка в Дании оставалось заблокированным по решению регулятора по экологическим соображениям.

## Технические характеристики
Подводный трубопровод длиной 230 километров (140 миль) соединит Рёдвиг в Дании и Нехоже в Польше .
Мощность и диаметр трубопровода ещё не определены. Однако в 2001 году было оговорено, что трубопровод должен транспортировать не менее 5 млрд кубометров газа в год. Планируется строительство газопровода, обеспечивающего потоки газа в обоих направлениях.
Стоимость строительства трубопровода оценивалась в 335—350 млн евро, в зависимости от диаметра трубы. На техническое проектирование трубопровода Европейская комиссия предоставила 3,2 млн евро.